# Amalric II de Xipre
Amalric de Lusignan (en francès Amaury II de Lusignan, príncep de Tir i governador-rector-regent de Xipre (aprox. 1272 – Nicòsia, 5 de juny de 1310), de la família Lusignan, fill d'Hug III de Xipre i Isabel d'Ibelin; va usurpar el tron de Xipre al seu germà gran Enric II i es va mantenir al poder fins que fou assassinat quatre anys després.

## Biografia
Amalric era el quart fill del rei Hug III de Xipre i Isabel d'Ibelin. A la mort del pare, el seu germà Joan van heretar el títol, però va morir un any més tard i després fou nomenat rei un altre germà, Enric II.
Amalric es va iniciar en la carrera militar i va participar en la caiguda de Trípoli el 1289, en la qual va liderar una companyia de cavallers i quatre galeres de Xipre. Va escapar del lloc juntament amb Lucia de Trípoli, i va ser fet conestable de Jerusalem l'abril del 1289.
El 1290, va esdevenir senyor de Tir. Va ser l'oficial al comandament de la Torre Maleïda en el setge d'Acre el 1291, i va escapar amb vida de la caiguda del Regne de Jerusalem amb el seu germà, el rei Enric II de Xipre. Encara que es van perdre aquests territoris va mantenir els títols de conestable de Jerusalem i senyor de Tir.
El 1300 Amalric va intentar operacions militars combinades amb els mongols comandats pel kan Ghazan per reprendre la Terra Santa. Juntament amb altres xipriotes va ocupar l'illa de Ruad o Arwad, però els mongols no van aparèixer i els occidentals es van retirar, finalment va perdre totalment l'illa en el setge de Ruad.
Quan el seu germà Enric es va fer impopular a Xipre, Amalric el va enderrocar amb l'ajut dels cavallers templers i alguns dels barons. Va assumir els títols de «governador i rector» regent de Xipre i regent titular de Jerusalem el 26 d'abril del 1306. El derrocament no va ser violent, Enric tenia pocs seguidors, i va ser simplement allunyat i confinat a Strovolos. El govern d'Amalric va ser inicialment popular, i va reparar les relacions amb Venècia, Gènova i els Hospitalers.
No obstant això, quan l'Orde dels Cavallers Templers estava sent suprimida el 1307, es va veure obligat a obeir la directiva del Papa d'arrestar els templers locals, la qual cosa va donar lloc a un petit aixecament en favor d'Enric el gener del 1308. La revolta ràpidament va ser suprimida, però Amalric es va veure obligat a arrestar alguns de nobles, incloent Ruben de Montfort, Joan de Dampierre i diversos membres de la família Ibelin. A l'abril, dos dels Ibelins van ser exiliats a Armènia, i Joan de Dampierre va ser ferit de mort per una multitud descontrolada, després d'intentar comunicar-se amb el rei Enric. Al febrer del 1310, Amalric va enviar Enric a l'exili a Armènia on seria custodiat pel seu cunyat Oshin.
Amalric va ser assassinat per Simó de Montolif a Nicòsia el 5 de juny del 1310, i enterrat en l'església de Santa Sofia de Nicòsia. A la seva mort, el seu germà Aimeric va ser proclamat governador de Nicòsia, però aviat va ser derrotat i empresonat, i Enric va ser restaurat en el seu tron.

## Matrimoni i descendència
Es va casar amb Zabel filla del rei Lleó III d'Armènia Menor l'any 1292 o 1293; van tenir els següents fills:
- Hug
- Enric († c.1321)
- Guiu († 1344), que va canviar el nom pel de Constantí quan fou proclamat rei.
- Joan († 1343)
- Bohemon († 1344)
- Maria, que es va casar amb el seu cosí Lleó IV d'Armènia